# Antoni Palau de Mesa
Antoni Palau de Mesa (Eivissa, 4 de març de 1823 - Madrid, 15 de març de 1887) fou un polític eivissenc, diputat a les Corts Espanyoles durant el sexenni democràtic i durant la restauració borbònica.

## Biografia
Fill de l'advocat Marià Palau i Ramon, advocat dels reials consells, i de Madrona de Mesa y López de la Fontana, natural de Còrdova. En 1838 es va traslladar amb els seus pares a València i es va allistar a la Milícia Nacional, amb la que va combatre en la primera guerra carlina a Xest. El 1843 fou nomenat oficial de la Diputació Provincial de Madrid i el 1854 treballà com a agent de canvi i borsa per al marquès de Salamanca. Allí va fer amistat amb Salustiano de Olózaga Almandoz, de qui en fou marmessor.
Militant del Partit Progressista, va participar en la revolució de 1868 i a les eleccions generals espanyoles de 1869 fou escollit per Maó i fou un dels vuit comissionats espanyols que va estar present en la inauguració del Canal de Suez. També votà a favor de la candidatura d'Amadeu I d'Espanya. Fou elegit diputat per Eivissa a les eleccions generals espanyoles de 1871, abril de 1872 i 1873, formant part de la minoria monàrquica durant la Primera República Espanyola. Va recórrer molts països d'Europa i fou amic de Ferdinand de Lesseps, Emilio Castelar, Francesc d'Assís d'Espanya i Gaspar Núñez de Arce.
Donà suport la restauració borbònica i fou elegit diputat del Partit Liberal per Eivissa a les eleccions generals espanyoles de 1876 i 1879. També fou senador per la província de Castelló el 1877 i vitalici el 1882.
Entre altres honors, fou nomenat cavaller de l'Orde de Malta, i va rebre la Creu de Carles III, la Gran Creu de l'Orde de Crist de Portugal, la Gran Creu de la Corona d'Itàlia, la Gran Creu de l'Orde de l'Estrella Polar de Suècia, comanador de l'orde de Sant Maurici i Sant Llàtzer d'Itàlia i oficial de la Legió d'Honor de França.